# Toshiro Mifune

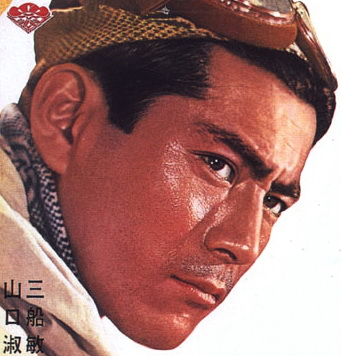
Toshiro Mifune, 1950.

Toshiro Mifune (ja. 三船 敏郎, Mifune Toshirō), född 1 april 1920 i Qingdao i Shandong, död 24 december 1997 i Tokyo, var en japansk skådespelare.
Toshiro Mifune föddes i den kinesiska staden Qingdao av japanska föräldrar och växte upp i Dalian i Kina. Han satte inte sin fot i Japan förrän vid 21 års ålder. Hans far var kommersiell fotograf och Mifune arbetade ett tag i faderns studio. Mifune tog värvning i det japanska flygvapnet, där han sysslade med flygfotografering under andra världskriget.
Efter att ha gjort en provfilmning fick Mifune år 1947 en roll i filmen These foolish times (ja: Shin Baka Jidai). En kort tid senare mötte han regissören Akira Kurosawa och de inledde ett samarbete som skulle visa sig bli Japans mest framträdande regissör/skådespelare-konstellation. Den första gemensamma filmen var Den berusade ängeln (1948). Därefter medverkade Mifune i sexton av Kurosawas filmer, av vilka de flesta har blivit världskända klassiker. Genom rollen i Demonernas port (1950) blev han den mest kände japanske skådespelaren i världen.
Under inspelningen av Rödskägg (1965) ledde personliga motsättningar till att samarbetet med Kurosawa upphörde. Mifune fortsatte dock att göra framstående roller i stora filmer såväl i Japan som i utlandet. Under senare år blev Mifune ånyo berömd i västvärlden för rollen som Toranaga i den amerikanska miniserien Shōgun.
Mifune utsågs två gånger till "Bäste skådespelare" vid Venedigs filmfestival; för Yojimbo (Livvakten) (1961) och Rödskägg (1965). Han medverkade sammanlagt i nära tvåhundra filmer under sin karriär.

## Filmografi (urval)
Följande lista använder den svenska titeln om en sådan existerar, annars den mest välkända engelska titeln och i sista hand den japanska titeln.
- 1947 – These foolish times
- 1948 – Den berusade ängeln
- 1949 – Revolvern
- 1950 – Demonernas port
- 1954 – De sju samurajerna
- 1954 – Samurai I: Musashi Miyamoto
- 1955 – Samurai II: Duel at Ichijoji Temple
- 1956 – Samurai III: Duel on Ganryu Island
- 1958 – Den vilda flykten
- 1960 – Onda män sover gott
- 1961 – Yojimbo – Livvakten
- 1962 – Sanjuro
- 1965 – Rödskägg
- 1966 – Grand Prix
- 1967 – Uppror
- 1968 – Duell i Söderhavet
- 1969 – Samurai Banners
- 1969 – Red Lion
- 1971 – Blodröd sol
- 1975 – Papperstigern
- 1976 – Slaget om Midway
- 1979 – Winter Kills
- 1980 – 1941 – Ursäkta, var är Hollywood?
- 1980 – Shōgun (TV-serie)
- 1982 – Samurajsvärden
- 1996 – Brud per fotografi